# Kakinomoto no Hitomaro

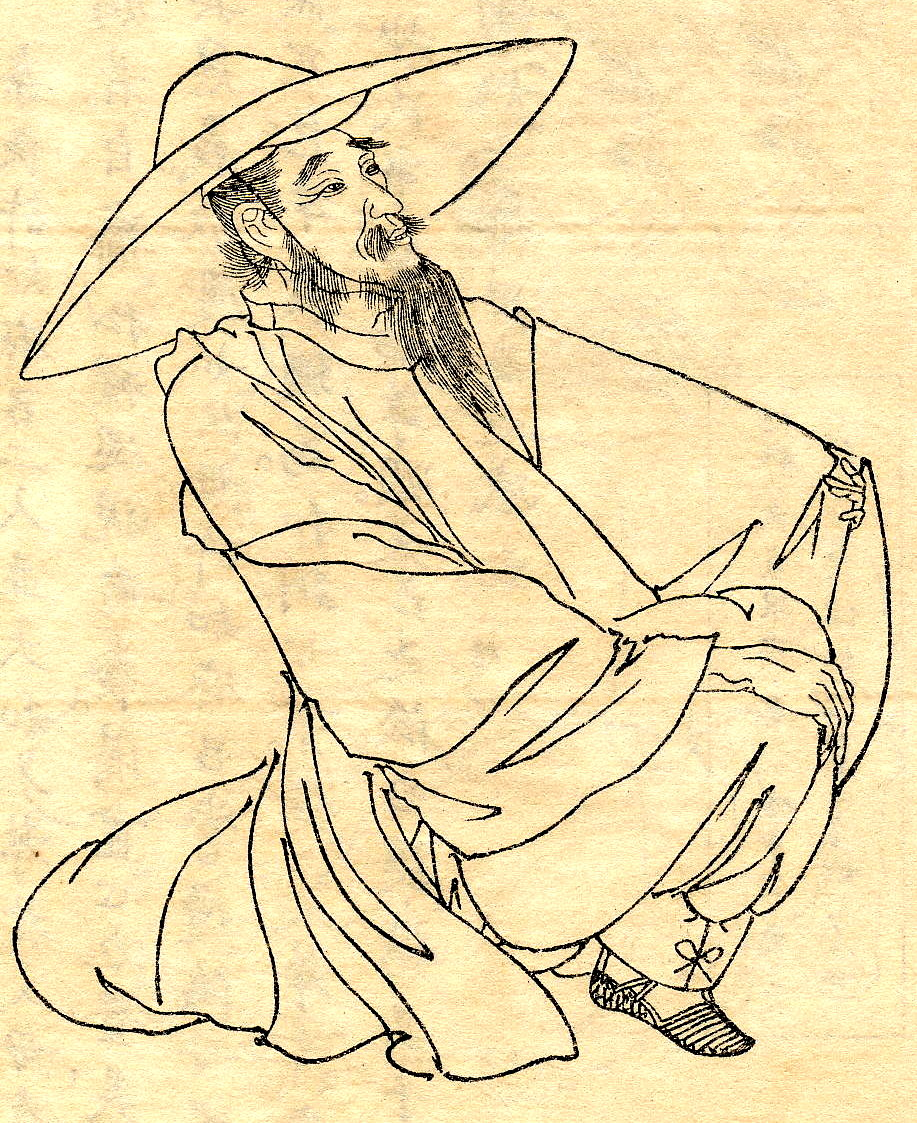
Kakinomoto no Hitomaro par Kikuchi Yōsai

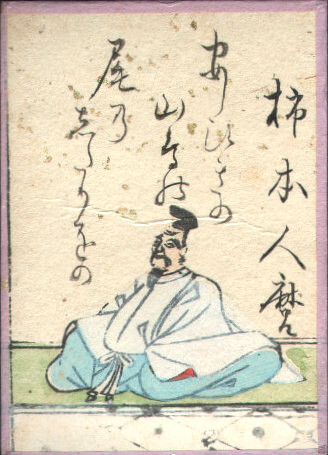
Kakinomoto no Hitomaro (d'après le Ogura Hyakunin Isshu)

Kakinomoto no Hitomaro (柿本 人麻呂 parfois désigné sous la graphie 人丸 ; c. 662 - c. 710) est un poète japonais de la fin de la période Asuka. Il est le plus important poète du Man'yōshū, en particulier dans les livres 1 et 2. Il est l'un des Trente-six grands poètes (1/36).

## Œuvre et renommée
Ses poèmes les plus connus sont Dans la mer des habits de lierre, La baie de Tsunu, et Je l'aimais comme les feuilles. Dix-neuf de ses chōka sont présents dans le Manyōshū ainsi que 75 tanka. Ses poèmes étaient principalement écrits pour des représentations publiques, par exemple, le poème Lamentation pour le prince Takechi. D'autres poèmes furent écrits dans des moments particulièrement éprouvant de sa vie, pleurant sa femme, ou prenant la place d'un mort.
Dans la préface du Kokin wakashū, Ki no Tsurayuki le nomme Uta no Hijiri, un poète divin égal à Yamabe no Akahito de la période Yamato. Ikeda Munemasa publia Portrait de Hitomaro et de ses waka. Les poètes modernes tels Masaoka Shiki et Mokichi Saitō le considèrent comme l'un des plus grands poètes de la littérature japonaise.
À Akashi dans la préfecture de Hyōgo, un sanctuaire shinto a été érigé, destiné à vénérer le kami de Kakinomoto, Hitomaru Eigu. Son tombeau accueille chaque année un waka qui lui est consacré.
Durant l'époque de Heian, certains waka anonymes du Man'yōshū lui furent attribués. La compilation privée de Fujiwara no Teika, Hyakunin Isshu (poèmes de cent personnes) comprend aussi un waka de Hitomaro.

## Biographie
Bien des éléments de sa vie restent incertains malgré sa renommée publique. Son nom n'apparaît ni dans le Nihon shoki, ni dans le Shoku Nihongi, et toutes les informations le concernant proviennent du Man'yōshū. Son dernier waka date de 680, sous le règne de l'empereur Tenji. Il a été au service de l'impératrice Jitō et de son successeur, l'empereur Monmu. Il composa des waka pour les empereurs. Lorsqu'il atteint l'âge de cinquante ans, il fut affecté à un bureau dans la province d'Iwami, aujourd'hui la partie occidentale de la préfecture de Shimane, où il mourut. En 700, il écrivit un waka de deuil pour la princesse Asuka. La date de ce waka est la dernière connue. Il est supposé qu'il s'éteignit quelques années plus tard. L'écrivain Takeshi Umehara propose de l'identifier avec un certain Kakinomoto no Saru, membre du même clan, mort en 1708.

## Milieu social
Le clan Kakinomoto d'où il est originaire est d'extraction aristocratique de troisième rang (sur huit). À ses débuts, le clan sert principalement la cour lors des offices religieux en psalmodiant des chants. Il a des liens très étroits avec le clan Sarume dont le fondateur légendaire est Ame-no-Uzume-no-Mikoto, le kami de la danse. Il est probable que Hitomaro a grandi dans une atmosphère artistique.